# Войнилович, Габриэль
Габриэ́ль Ми́хал Войнило́вич (пол. Gabriel Michał Wojniłłowicz, бел. Габрыэль Міхал Вайніловіч; ? — 1664) — польский полковник, староста литинский и красненский, стольник новогрудский. Участвовал в боях против казаков (во время восстания Хмельницкого 1648—1654 годов), русских (во время русско-польской войны 1654—1667 годов) и шведов (во время польско-шведской войны 1655—1660 годов). Происходил из древнего польского шляхетского рода Войниловичей.

## Биография
В битве под Жёлтыми Водами в 1648 году был командующим кальницким полком реестровых казаков. Был отправлен послом к Тугай-бею и попал в плен.

<…> отправили послом к Хану Войниловича, который от имени короля должен был обещать Хану заложников, лишь бы только дошло до словесных переговоров, а также, чтобы и от Хана были заложники. Едва Войнилович выехал с этим, как Татары перерезали ему от Каменца дорогу и напали на него большими толпами <…> — Краткая история о бунтах Хмельницкого и войне с татарами, шведами и уграми, в царствование Владислава и Казимира, в продолжении двенадцати лет, начиная с 1647 г.
После возвращения из плена в течение двух лет был ротмистром на службе у князя Иеремия Вишневецкого, потом был поручником у Станислава Потоцкого. Принимал участие в битве под Белой Церковью в 1651 году, и в битве под Бучачем в 1655 году.
В 1655 году в Польшу вторглись шведы (Шведский потоп). Войнилович со своим отрядом отступил в Малую Польшу и выступал против них. 7 декабря 1655 года одержал победу в битве со шведами и войсками под командованием Александра Працкого под Кросно, и освободил этот город, взяв командующего в плен. За предательство отчизны Працкий был отдан под суд и расстрелян. Габриэль Войнилович, как освободитель Кросно, после возвращения из успешного похода остановился со своей хоругвью в крепости Ланьцуты, откуда 10 декабря сообщил об успехе в письме польскому королю Яну Казимиру, и ждал дальнейших распоряжений короля. Проводил успешную партизанскую деятельность в окрестностях Беча. На стороне Ежи Любомирского, маршала коронного, приступил к организации отделения численностью около 3000 человек, которые принимали участие в освобождении Велички и Вишнича, и атаковали шведов на их пути из Кракова, где поляки победили, ударив с возвышенности. 13 декабря 1655 года успешно сражались и взяли Новы-Сонч. Затем сражались под Неполомицами и, уничтожив шведский гарнизон в Бохне, вышли под Краков.
Когда король Ян Казимир возвратился из Ополя, существовал открытый путь от Беч, Новы-Жмигруда и Дукли, и 3—12 января 1656 года он находился в Кросно. В феврале 1656 года Войнилович объединил усилия со Стефаном Чарнецким, и они перешли в сандомирское воеводство, где действовали на линии Перемышль—Сандомир. Войнилович участвовал в битве под Ярославом. Был повышен до поручника королевской казачьей хоругви. Во время битвы под Варкой в 1656 году, был командующим у Чарнецкого гетманским конным полком (около 500—600 лошадей).
Во время похода в Пруссию имел звание полковника и был военным советником литовского гетмана Винцента Гонсевского. Командовал татарами, приведёнными от известного военачальника Крымского ханства Субхана Гази-агы, в битве под Простками около Элка. В их задачу входило выявление бродов и атаки в тылах войск. После битвы татары были отпущены, и опустошили прусские земли.
Принимал участие в битве под Полонкой 27 июля 1660 года, где командовал конными частями (опрокинул левый фланг и вышел в тыл русской армии).
Габриэль Войнилович погиб в районе Заднепровья в 1663 году.

## Образ в литературе
Известный польский писатель Генрик Сенкевич, обращался к памятной книге Габриэля Войниловича — «Vade mecum», для написания исторической трилогии «Огнём и мечом», «Потоп» и «Пан Володыёвский». А его биография была использована для создания образа литературного персонажа Анджея Кмицица в «Потопе». Сенкевич включил в своё произведение, как реальное историческое лицо, и самого Войниловича:

В войске первым поднялся тот полк, где начальником полковник Войнилович.
— Габриэль? Родич он мой, хоть и незнаком я с ним!
— Храбрый солдат! Это он истребил ватагу изменника Працкого, что шведам служила, и его самого расстрелял, а теперь вот ушел в горы высокие, за Краков, шведов там изрубил и вызволил горцев, что стонали под ихним ярмом.— Генрик Сенкевич. «Потоп».

Стали прибывать и шляхтичи из Нового и Старого Сонча. Они донесли, что в то же самое утро польский полк под начальством Войниловича разбил под Новым Сончем большой шведский разъезд и шведы почти все погибли или утонули в речке Каменной и в Дунайце. Так оно на самом деле и было, ибо вскоре на большой дороге замелькали значки, а затем подъехал сам Войнилович с полком брацлавского воеводы.— Генрик Сенкевич. «Потоп».

Первыми сделали попытку переправиться люди Корсака, но тут же в беспорядке вернулись; затем повел своих Войнилович: это был королевский полк, один из храбрейших в войске, но и он дошел только до середины брода и отступил, правда, не сразу, потеряв два десятка именитых рыцарей и девяносто простых ратников.— Генрик Сенкевич. «Потоп».